# والمر ریبریو سیکوئرا
والمر ریبریو سیکوئرا (به پرتغالی: Valmir Ribeiro Siqueira) مدافع اهل برزیل است که در شهر Cataguases و در تاریخ ۱۱ اکتبر ۱۹۸۶ به دنیا آمده‌است.
والمر ریبریو سیکوئرا در تیم‌های فوتبال CRB سابقهٔ حضور دارد.